# Herten
Herten è una città di 61 910 abitanti della Renania Settentrionale-Vestfalia, in Germania.
Appartiene al distretto governativo (Regierungsbezirk) di Münster ed al circondario di Recklinghausen (targa RE).
Herten si fregia del titolo di "Grande città di circondario" (Große kreisangehörige Stadt).

## Amministrazione

### Gemellaggi
Herten è gemellata con:
- Arras, dal 1984
- Doncaster, dal 1989
- Schneeberg, dal 1990
- Szczytno, dal 2009